# ئی‌لانگ
ئی‌لانگ (انگلیسی: ELong) آژانس مسافرتی چینی است، که در سال ۱۹۹۹ تأسیس شد.